# 胡慧娥
胡慧娥（1936年2月—），女，上海人，中华人民共和国政治人物，曾任甘肃省高级人民法院副院长，甘肃省人大常委会副主任。